# Karl Gsellhofer
Karl Gsellhofer ou Carl Gsellhofer, né le 28 octobre 1779 à Vienne, et mort le 17 mai 1858 dans la même ville, est un peintre autrichien de paysages, d'histoire, de portraits et graveur.

## Biographie
Karl Gsellhofer est né le 28 octobre 1779 à Vienne.
Il est élève de Füger à l'Académie de Vienne où il devient professeur en 1819. Il est peintre de chambre de l'archiduc Louis.
Karl Gsellhofer meurt le 17 mai 1858 dans sa ville natale.
Parmi ses élèves, on compte Josef Lavos

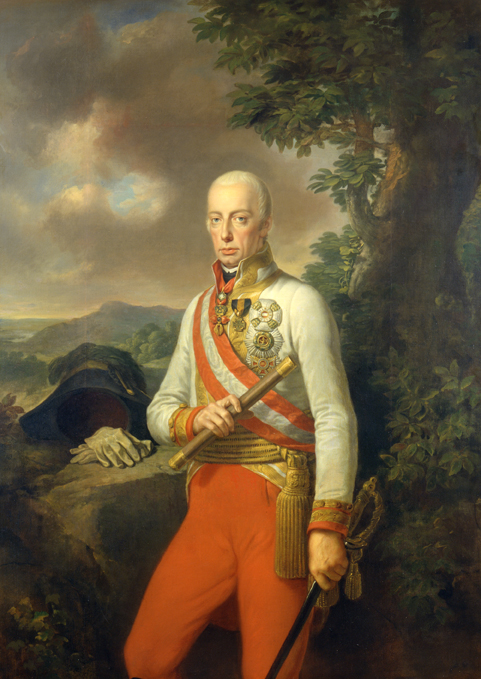
François Ier (empereur d'Autriche), 1815
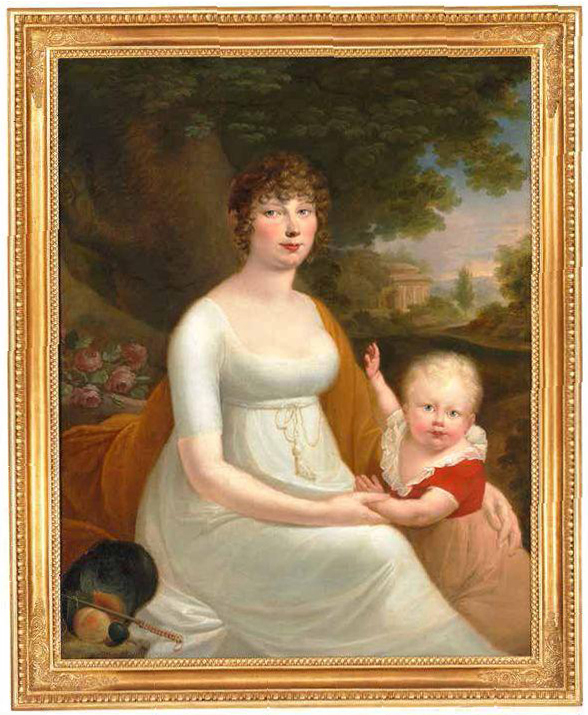
Johanna Friderike von Pfister